# Sunset (Texas)
Sunset ist eine ehemalige City und ein Census-designated place im Montague County im US-Bundesstaat Texas. Das U.S. Census Bureau hat bei der Volkszählung 2020 eine Einwohnerzahl von 543 auf einer Fläche von 2,8 km² ermittelt.

## Geschichte
Die ersten Siedler ließen sich um 1870 auf dem heutigen Gelände von Sunset nieder. 1880 beantragten die Anwohner ein Postbüro unter dem Namen Smithville, benannt nach dem Lebensmittelhändler der Gemeinde Sam Smith. Der Name war aber bereits vergeben, sodass Postbeamte die Stadt Sunset tauften.
Nachdem man die Denver Railway durch die Stadt baute, zogen immer mehr Menschen nach Sunset. Um 1900 hatte die Gemeinde 600 Einwohner und es wurden Fabriken, Geschäfte und große Ranches in der Umgebung gebaut. In den nächsten Jahrzehnten blieb die wirtschaftliche Lage Sunsets bis zur Weltwirtschaftskrise von 1929 stabil. In der Folge verlor die Stadt Geschäfte, Produktionsstätten und große Farmen. Die Entwicklung der modernen Landwirtschaft trug ihr Übriges zum Rückgang des Ranch-Betriebes in der Umgebung bei. Zeitweise hatte Sunset nur 200 Einwohner; Im Jahr 2000 lebten 339 Menschen in Sunset.
2009 wurde die Stadt aufgrund eines Waldbrandes evakuiert. Das Feuer zerstörte in Sunset zahlreiche Wohnhäuser und Geschäfte.

## Demografie
Nach der Volkszählung im Jahr 2000 lebten hier 339 Menschen in 133 Haushalten und 90 Familien. Die Bevölkerungsdichte betrug 123 pro km². Es wurden 151 Wohneinheiten erfasst. Ethnisch betrachtet setzte sich die Bevölkerung zusammen aus 95 % weißer Bevölkerung, 1 % Asiaten und 2 % aus anderen ethnischen Gruppen; 2 % gaben die Abstammung von mehreren Ethnien an. 3 % der Einwohner waren spanischer oder lateinamerikanischer Abstammung.
Von den 133 Haushalten hatten 36 % Kinder oder Jugendliche, die mit ihnen zusammen lebten. 54 % waren verheiratete, zusammenlebende Paare, 8 % waren allein erziehende Mütter und 32 % waren keine Familien. 29 % bestanden aus Singlehaushalten und in 14 % lebten Menschen im Alter von 65 Jahren oder darüber. Die durchschnittliche Haushaltsgröße betrug 2,55, die durchschnittliche Familiengröße 3,15 Personen.
Die Bevölkerung verteilte sich auf 29 % unter 18 Jahren, 8 % von 18 bis 24 Jahren, 29 % von 25 bis 44 Jahren, 22 % von 45 bis 64 Jahren und 13 % von 65 Jahren oder älter. Das durchschnittliche Alter (Median) betrug 35 Jahre. Auf 100 weibliche Personen kamen 104,2 männliche Personen und auf 100 Frauen im Alter von 18 Jahren oder darüber kamen 98,4 Männer.
Das jährliche Durchschnittseinkommen eines Haushalts (Median) betrug 24.866 US-$, das Durchschnittseinkommen einer Familie 29.643 $. Männer hatten ein Durchschnittseinkommen von 26.875 $, Frauen 17.083 $. Das Pro-Kopf-Einkommen betrug 11.304 $. Unter der Armutsgrenze lebten 17 % der Familien und 17 % der Einwohner, darunter 26 % unter 18 Jahren und 4 % im Alter von 65 Jahren oder älter.

## Söhne und Töchter der Stadt
- Link Davis (1914–1972), Musiker